# Phlebosotera angustigena
Phlebosotera angustigena är en tvåvingeart som beskrevs av Curtis W. Sabrosky 1957. Phlebosotera angustigena ingår i släktet Phlebosotera och familjen smalvingeflugor.
Artens utbredningsområde är Texas. Inga underarter finns listade i Catalogue of Life.